# Língua aja (nilo-saariana)
A língua aja, também chamada de adja e ajja, é uma língua sudânica central falada pelos ajas no sul da região de Bar-El-Gazal, no Sudão do Sul, e ao longo da fronteira entre a República Centro-Africana e o Sudão do Sul. Embora os ajas pertençam à etnia Kresh, as demais línguas kresh não são inteligíveis pelos ajas. O vocabulário da língua aja é basicamente banda, porém sua estrutura é kresh. A maioria dos ajas é bilíngue em kresh e aja.
- Este artigo foi inicialmente traduzido, total ou parcialmente, do artigo da Wikipédia em inglês cujo título é «Adja language (Nilo-Saharan)».